# Чика Митке
Споменик ослободиоцима Врања из 1878. године, популарно назван Чика Митке се налази у Врању.
Врањанци су почели да сакупљају донације за подизање споменика палим ослободиоцима, па се тако спомиње да је 31. јануара 1900. године била организована забава са игранком, а улазница је био добровољан прилог за подизање споменика. Сам Белимарковић је приложио 2.000 тадашњих динара за изградњу тог споменика.
Споменик је подигнут године 1903, непосредно пред Мајски преврат. Рад је познатог београдског вајара Симеона Роксандића. Бугарски окупатори су споменик рушили два пута (у Првом и у Другом светском рату), али је споменик увек поново дизан. И дан данас је тешко оштећен, али, иако без руке и пушке, поносно ломи турски барјак под ногама.
Споменик се налази на врањском Тргу Републике, у непосредној близини зграде Начелства.